# Ranil Wickremesinghe
Ranil Wickremesinghe (singalesisk: රනිල් වික්‍රමසිංහ, tamil: ரணில் விக்கிரமசிங்க, født 24. marts 1949) er en srilankansk politiker, som er Sri Lankas 9. og nuværende præsident. Han har været leder af partiet United National Party siden 1994. Tidligere var han også Sri Lankas premierminister fra 1993 til 1994, 2001 til 2004, 2015 til 2018, 2018 til 2019 og fra maj til juli 2022. Han har været oppositionsleder fra 1994 til 2001 og fra 2004 til 2015.
Han blev født i en velhavende, politisk familie og studerede på University of Ceylon og kvalificerede sig som advokat fra Ceylon Law College i 1972. Han gik ind i aktiv politik i midten af 1970'erne i United National Party og blev valgt til parlamentet i 1977 og udnævnt til viceudenrigsminister af sin onkel, præsident J.R. Jayewardene. Han blev derefter udnævnt til minister for ungdomsanliggender og beskæftigelse og blev den yngste minister i Sri Lanka. I 1989 udnævnte præsident Ranasinghe Premadasa Wickremesinghe til minister for industri, videnskab og teknologi og leder af parlamentet. Han efterfulgte D.B. Wijetunga som premierminister i 1993 efter mordet på Premadasa, da Wijetunga blev ny præsident. Han blev udnævnt til leder af oppositionen i november 1994 efter mordet på Gamini Dissanayake under valgkampen for præsidentvalget i 1994. I 2015 blev Wickremesinghe udnævnt til premierminister af præsident Maithripala Sirisena, der havde besejret præsident Mahinda Rajapaksa ved præsidentvalget i 2015.
Wickremesinghes koalitionsalliance, United National Front for Good Governance, vandt parlamentsvalget i 2015 med 106 mandater. Selvom det ikke var et absolut flertal, blev Wickremesinghe genvalgt som premierminister med tilslutning af over 35 medlemmer af Sri Lanka Freedom Party. Wickremesinghe blev afsat som premierminister 26. oktober 2018 af præsident Maithripala Sirisena som udnævnte tidligere præsident Mahinda Rajapaksa til premierminister. Wickremesinghe nægtede at gå af, hvilket resulterede i en forfatningskrise, som endte med, at Sirisena genudnævnte Wickremesinghe til premierminister 16. december 2018. Han trak sig som premierminister 20. november 2019 og blev igen efterfulgt af Mahinda Rajapaksa efter præsidentvalget i 2019. Han deltog i det følgende parlamentsvalg i 2020, men opnåede ikke valg. Han indtrådte i stedet i parlamentet som National List MP (mandat udpeget af direkte partierne i forhold deres stemmetal) for United National Party og blev taget i ed som medlem af parlamentet den 23. juni 2021.
Efter Mahinda Rajapaksas tilbagetræden 9. maj 2022, på grund af omfattende uroligheder og protestdemonstrationer, udnævnte præsident Gotabaya Rajapaksa Ranil Wickremesinghe til premierminister den 12. maj 2022.